# Nesher Ramla
 (décembre 2022).
Nesher Ramla est un site préhistorique situé au sud-est de Ramla, entre Tel Aviv et Jérusalem, à la jonction des hauts plateaux de Judée occidentale et de la plaine côtière méditerranéenne, au centre d'Israël. Le site est une carrière de calcaire en exploitation et fait l'objet de fouilles depuis 2010. Il comporte une fosse karstique remplie de sédiments. Au cours de la période comprise entre environ 160 000 et 120 000 ans avant le présent (AP), le lieu a été utilisé à plusieurs reprises comme lieu de séjour par des groupes humains parcourant la région, comme en témoignent les outils lithiques trouvés au cours des fouilles. Une étude publiée en 2021 a annoncé la découverte de fossiles humains montrant des caractéristiques inhabituelles, distinctes à la fois d'Homo sapiens et des Néandertaliens, ce qui a conduit à les désigner provisoirement sous le nom d'Homme de Nesher Ramla.

## Découverte
Avant le début de l'exploitation prévue de la carrière de calcaire, une couche d'argile de 12 mètres d'épaisseur a été retirée du site, révélant une dépression en forme d'entonnoir de 40 à 50 mètres de large sur le bord supérieur. Lorsque cette dépression a également été curée, une première couche d'outils lithiques et d'ossements d'animaux a été trouvée à une profondeur d'environ 20 mètres sous le bord supérieur de l'entonnoir. Le diamètre de l'entonnoir karstique était d'environ 40 mètres à cette profondeur. En 2010 et 2011, la séquence archéologique d'environ 8 mètres d'épaisseur, soit 450 m3 de matériaux, a été complètement fouillée et extraite dans le cadre d'une fouille de sauvetage.
Une étude publiée en 2021 a annoncé la découverte de fossiles humains jugés inhabituels, datés entre 140 000 et 120 000 ans AP.

## Outils lithiques

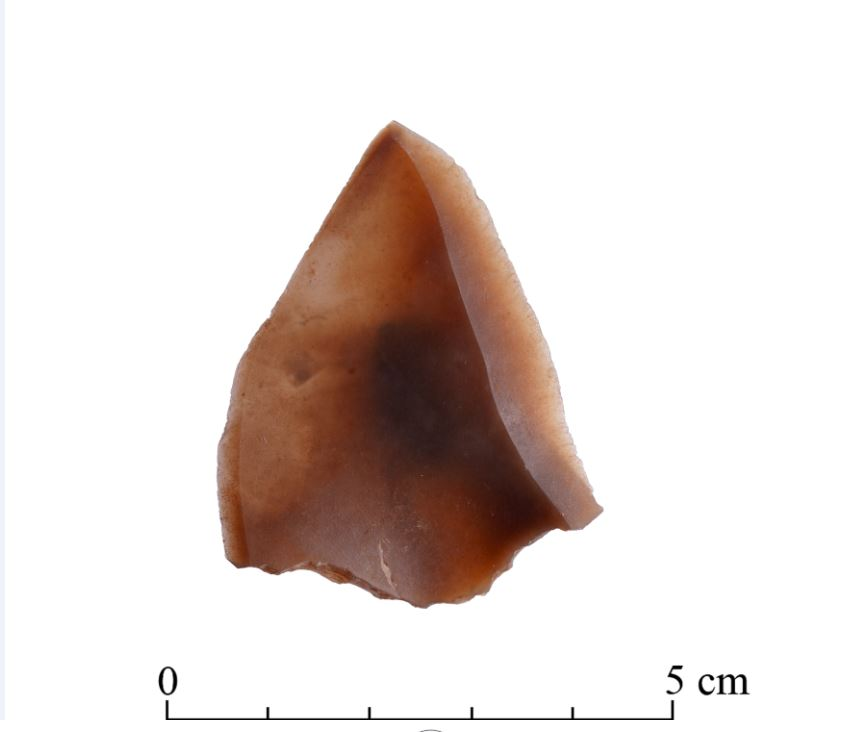
Pointe Levallois de Nesher Ramla

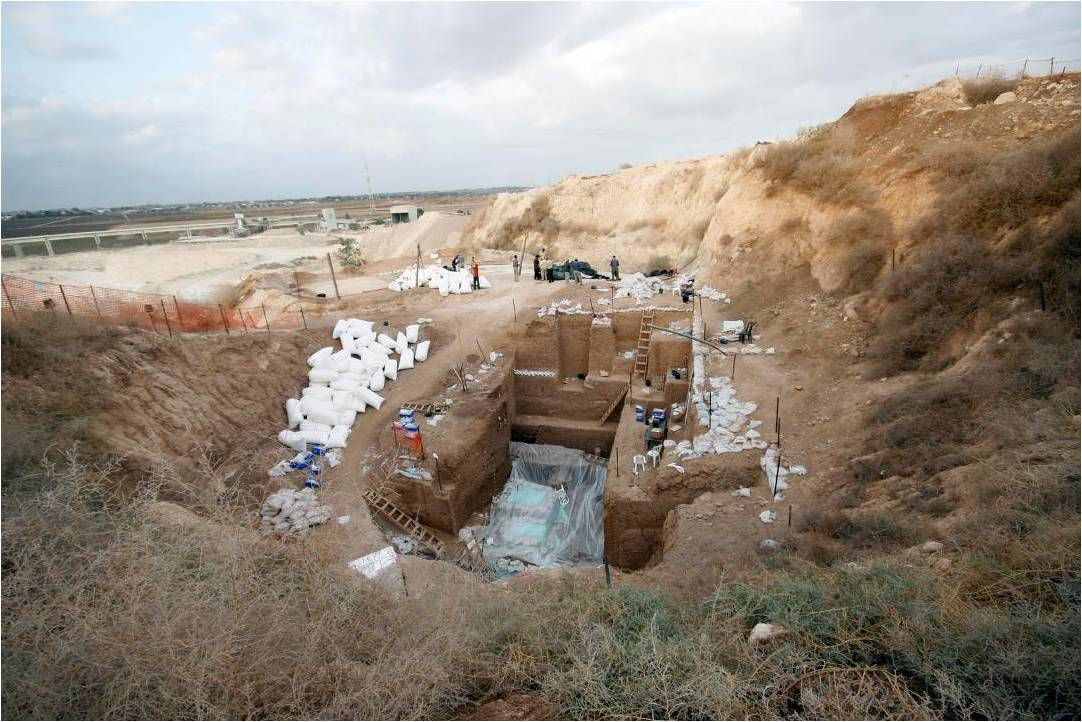
Vue de la fosse karstique lors des fouilles de 2010 / 2011

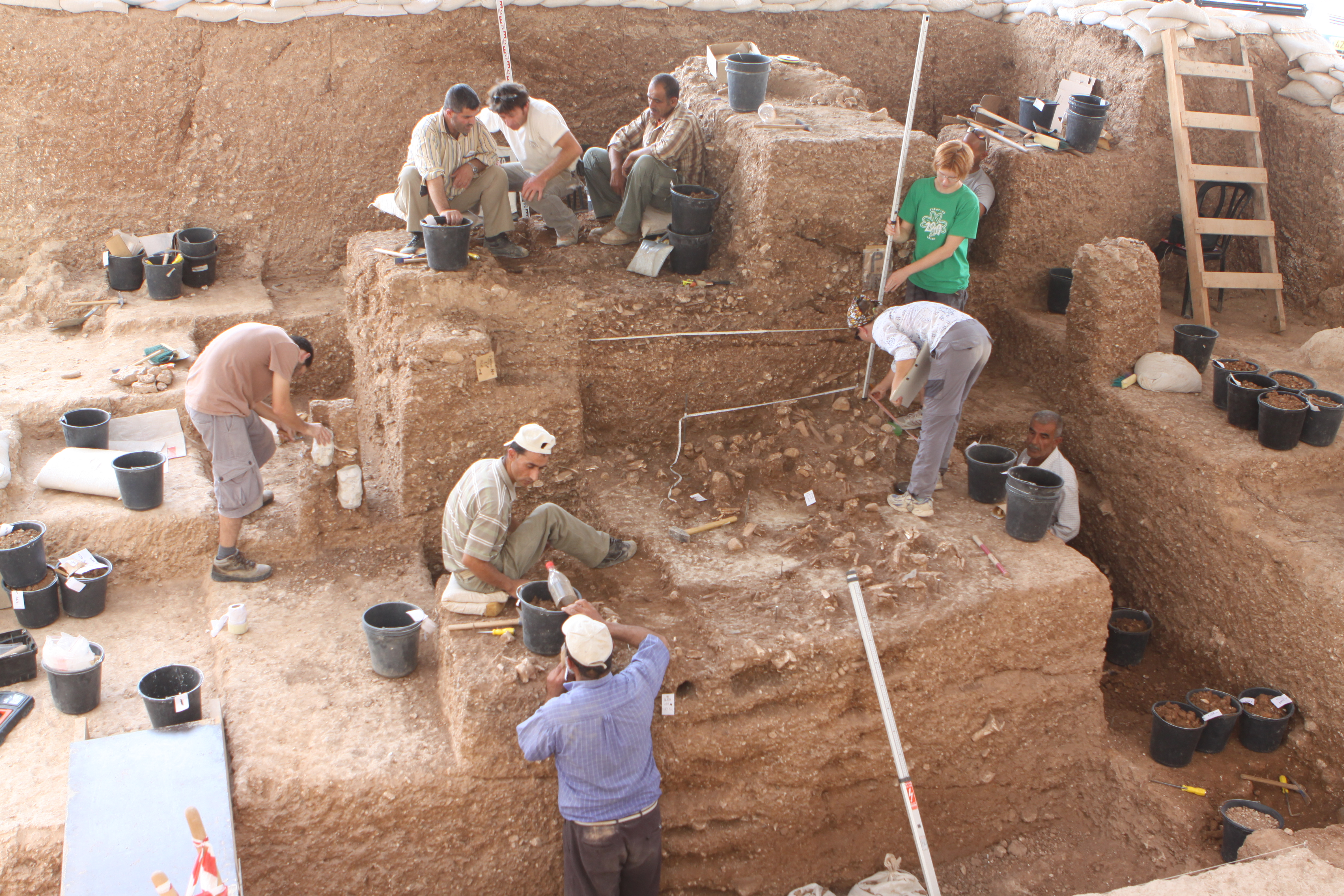
Vue de la couche où les fossiles humains de Nesher Ramla ont été trouvés

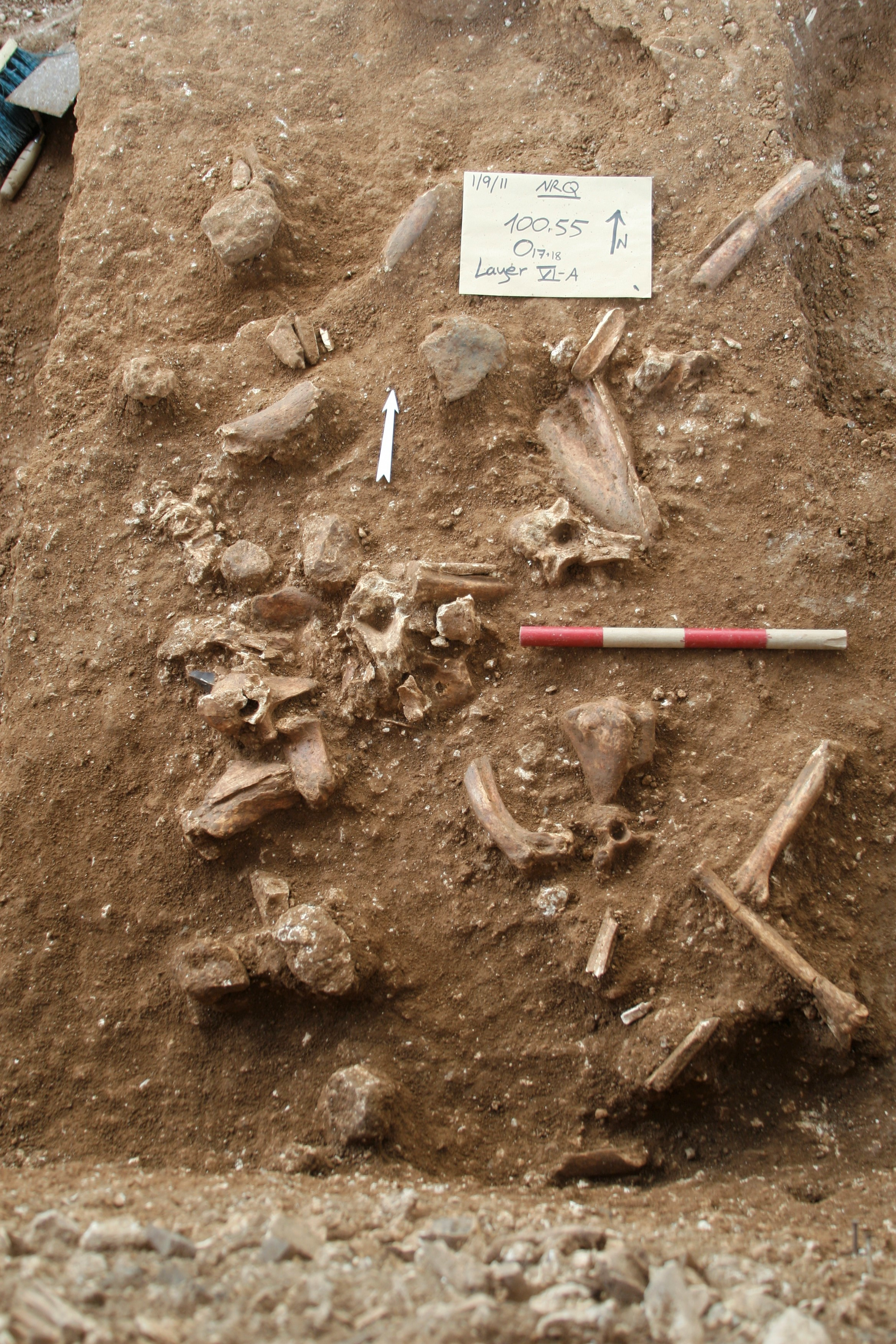
La couche VI de Nesher Ramla, riche en fossiles d'animaux

Une particularité de ce site est que les couches et les outils lithiques qui s'y trouvent respectent la succession temporelle, car la dépression n'a été comblée que progressivement et n'a pas été - comme on peut souvent l'observer dans les grottes - perturbée par des chutes de pierres ou par des infiltrations. Pour cette raison, la séquence chronologique des moindres changements dans les techniques de taille utilisées dans la fabrication des outils lithiques peut aisément être suivie,.
La densité d'outils lithiques était plus élevée dans les couches inférieures que dans les couches supérieures. Les outils trouvés sont des artéfacts typiques du Moustérien du Proche-Orient, avec débitage d'éclats selon la méthode Levallois.

## Datation
Le site a été daté par luminescence optiquement stimulée (LOS) en utilisant une série de mesures à simple grain. Six échantillons ont livré un âge compris entre 170 000 ± 12 000 ans (au fond de la fosse) et 78 000 ± 6 000 ans AP (au sommet de la séquence archéologique), ce qui correspond aux stades isotopiques 6 et 5. Nesher Ramla serait ainsi le seul site connu du Levant montrant une occupation humaine intensive entre 170 000 et 130 000 ans AP.

## Fossiles humains

### Description
Deux ensembles de fossiles humains ont été trouvés sur le site. Le fossile Nesher Ramla 1 (NR-1) se compose d'un os pariétal droit complet et de quatre fragments de l'os pariétal gauche. Les quatre fragments et l'os pariétal droit ne viennent pas en connexion anatomique, mais en raison des signes d'altération présents sur tous les fragments, leur appartenance au même individu est considérée comme assurée. Le fossile NR-2 est une mandibule robuste, qui a conservé l'une de ses deux branches et sur laquelle il ne manque que la deuxième dent gauche. Les molaires et les racines des autres dents sont présentes. La mandibule s'est brisée en plusieurs morceaux lors de la fouille, mais ils ont pu être remontés. Les deux fossiles ont été trouvés à environ trois mètres l'un de l'autre, mais appartiendraient au même individu selon les auteurs de l'étude.

### Analyse
La comparaison des os pariétaux avec d'autres fossiles du genre Homo a révélé que NR-1 diffère significativement des Homo sapiens actuels et anciens. Les os sont également plus épais que chez les Néandertaliens. En revanche, une similitude est observée avec le crâne fossile de l'Homme de Petralona, découvert en Grèce, et avec celui de l'Homme de Kabwe, découvert en Zambie. Les chercheurs pensent en conséquence que NR-1 occupe une position intermédiaire entre l'Homme de Néandertal et Homo heidelbergensis. Selon les auteurs de l'étude, les caractéristiques de NR-1 rappellent certains fossiles du Levant remontant à 300 000 ou 400 000 ans. Concernant la mandibule NR-2 et la très grosse molaire M2, la comparaison avec d'autres fossiles a montré que les deux se classent en dehors de la plage de variation d'Homo sapiens et que leurs caractéristiques sont plus cohérentes avec celles des Néandertaliens. Une attribution à Homo heidelbergensis n'est pas retenue en raison des différences avec le spécimen-type de cette espèce, la mandibule de Mauer.
Les auteurs de l'étude anatomique comparative de NR-1 et NR-2 parviennent à la conclusion qu'il y a environ 130 000 ans existait au Levant une population archaïque du genre Homo, qu'ils rapprochent des fossiles humains trouvés dans les grottes de Qesem, de Tabun et des Voleurs. Étant donné que des Homo sapiens vivaient dans la même région au même moment, un flux génétique entre ces deux populations archaïques ne peut être exclu.
Les outils lithiques trouvés dans la même couche que les fossiles ont été attribués à l'Homme de Nesher Ramla. Leur technique de fabrication ne diffère pas de celle trouvée avec des fossiles d'Homo sapiens de la même époque. Cela pourrait être interprété comme l'indication d'un échange culturel entre les deux populations.

### Débat
Le paléoanthropologue français Jean-Jacques Hublin estime que les fossiles de Nesher Ramla pourraient représenter une variante régionale de Néandertaliens, car la dent la mieux conservée - les dents sont les éléments les plus importants pour caractériser un fossile – ressemble à une dent de Néandertal. Les chercheurs israéliens Assaf Marom (anatomiste) et Yoel Rak (paléoanthropologue et expert des Néandertaliens), considèrent que la mandibule NR-2 est caractéristique des Néandertaliens. Les auteurs de la découverte ont toutefois maintenu leur analyse.

## Autres vestiges archéologiques
Début 2021, des chercheurs du groupe dirigé par Yossi Zaidner (responsable des fouilles) ont présenté la découverte d'un os d'animal portant des gravures. Le fragment osseux d'un aurochs, d'une dizaine de centimètres de long, présente six marques parallèles, d'environ quatre centimètres de long, auxquelles est attribué un âge d'environ 120 000 ans. L'artéfact est considéré comme la plus ancienne trace de modification abstraite d'objet connue au Levant.
Yossi Zaidner pense que la fosse karstique était probablement utilisée comme lieu de stockage ou comme lieu de rencontre par les chasseurs du Paléolithique moyen qui y découpaient leurs carcasses d'animaux. La présence d'anciens foyers a également été mise en évidence sur le site,.